# راکت لب
راکت لب (انگلیسی: Rocket Lab) شرکت هوافضای آمریکایی است، که در سال ۲۰۰۶ تأسیس شد.